# Tim Cross (Offizier)

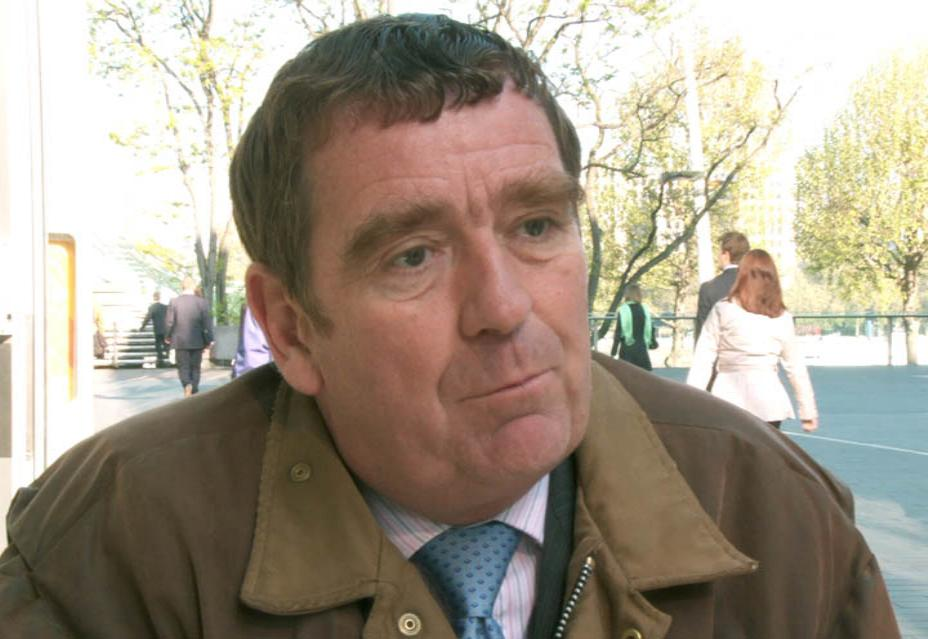
Tim Cross (Mai 2009)

Tim Cross, CBE (* 1951) ist ein Major General a. D. der British Army.

## Leben
Tim Cross trat 1971 in den Dienst der britischen Streitkräfte ein. In den 1970er Jahren diente er als technischer Munitionsoffizier (Ammunition Technical Officer) in Nordirland. In den 1980er Jahren war er im Rahmen der United Nations Peacekeeping Force in Cyprus in Zypern. 1998 wurde er Mitglied der Leitung der Generalstabsakademie und übernahm die Leitung des 1. Geschützbataillons. Während des Zweiten Golfkriegs war er in der britischen Operation Granby als Versorgungsoffizier (Commander Supply) der 1. gepanzerten Division eingesetzt.
Im Mai 1993 wurde er zum Oberst (Colonel) befördert und übernahm die Leitung der Logistik für die 3. Division der britischen Armee. Im Februar 1996 wurde er zum Brigadier befördert.
Im Dezember 1997 wurde er Kommandeur der 101. Logistikbrigade und wurde verantwortlich für den britischen Teil der Logistik im Rahmen der SFOR. IM Januar 1999 wurde die 101. Logistikbrigade nach Mazedonien, Albanien und den Kosovo verlegt, und Tim Cross wurde für die Joint Force Logistic Component (JFLogC) im Rahmen der KFOR zuständig.
2007 äußerte der – inzwischen pensionierte Major General – scharfe Kritik an der US-Strategie im Irakkrieg. Vor allem Donald Rumsfeld wurde von Tim Cross verantwortlich gemacht.
Cross ist verheiratet und hat zwei Söhne und eine Tochter.